# 207e division de sécurisation
 (31 octobre 2024).
Pour les articles homonymes, voir 207e division.
La 207e division de sécurisation (en allemand : 207. Sicherungs-Division ou 207. SD) était une unité  des Sicherungstruppen (« troupes de sécurisation » en français) de la Heer au sein de la Wehrmacht.

## Historique
La 207. Sicherungs-Division est formée le 15 mars 1941 à partir d'éléments de la 207. Infanterie-Division.
Le 25 avril 1941, elle est envoyée en Poméranie avec le Gruppe Geheime Feldpolizei 1.
Elle sert derrière les lignes de front du front de l'Est la plupart du temps de son existence, mais combat également contre les Soviétiques durant leur offensive d'été en 1944 où elle subit de lourdes pertes.
Elle est dissoute en décembre 1944 à la suite de la capture de leur commandant.

## Organisation

### Commandants
| Date                                 | Grade           | Commandant                 |
| ------------------------------------ | --------------- | -------------------------- |
| 1er mars 1941 - 1er janvier 1943     | Generalleutnant | Karl von Tiedemann (de)    |
| 1er janvier 1943 - ? novembre 1943   | Generalleutnant | Erich Hofmann              |
| ? novembre 1943 - 17 septembre 1944  | Generalleutnant | Bogislav von Schwerin (nl) |
| 17 septembre 1944 - 10 décembre 1944 | Generalmajor    | Martin Berg                |

### Officiers d'opérations (Generalstabsoffiziere (Ia))
| Date                     | Grade               | Commandant              |
| ------------------------ | ------------------- | ----------------------- |
| 15 mars 1941 - août 1941 | Major i.G.          | Hans-Ulrich von Oertzen |
| Août 1941 - Juillet 1943 | Oberstleutnant i.G. | Georg Hildebrandt       |
| Juillet 1943 - ? 1944    | Major i.G.          | Dr Gerd von Below (de)  |

## Théâtres d'opérations
- Mars 1941 : Groß Born
- Juin 1941 - janvier 1943 : front de l'Est, zone arrière du Heeresgruppe Nord
- Janvier 1943 - janvier 1944: front de l'Est, zone arrière du Heeresgruppe Nord, en poste dans les régions de Staraïa Roussa et de Nevel
- Mars 1944 - avril 1944 : front de l'Est, Heeresgruppe Nord, rattachée à la 18e armée, en poste dans la région du lac Peïpous
- Août 1944 : front de l'Est, Heeresgruppe Nord, rattachée au 2e corps d'armée, détachement de Narva[1], en poste dans la région de Dorpat
- Octobre 1944 : front de l'Est, Heeresgruppe Nord, rattachée au XXXXIII. Armeekorps, 16e armée, en poste dans la région de Dorpat
- Décembre 1944 - avril 1945 : front de l'Est, Heeresgruppe Nord, rattachée au XXXXIII. Armeekorps, 16e armée, en poste en Courlande

## Ordres de bataille
15 mars 1941
- Infanterie-Regiment 374 renforcé
- Wach-Bataillon 706
- I./Artillerie-Regiment 207
- Divisionseinheiten 207 (Versorgungsführer 374)

19 octobre 1942
- Grenadier-Regiment 374
- Sicherungs-Regiment 94
- II./Polizei-Regiment 9
- Ostreiter-Abteilung 207
- Panzer-Kompanie 207
- I./Artillerie-Regiment 207
- Divisions-Nachrichten-Abteilung 821
- Divisionseinheiten 374

## Décorations
Certains membres de cette division se sont fait décorer pour faits d'armes :
- Agrafe de la liste d'honneur
  - 1
- Croix allemande
  - en or : 10
  - en argent : 1
- Croix de chevalier de la Croix de fer
  - 1